# Мария Амалия Австрийская (императрица)
Мария Амалия Йозефа Анна Австрийская (нем. Maria Amalie Josefa Anna von Österreich; 22 октября 1701, Вена — 11 декабря 1756) — австрийская принцесса, жена баварского курфюрста Карла Альбрехта (который построил для неё дворец Амалиенбург).

## Биография

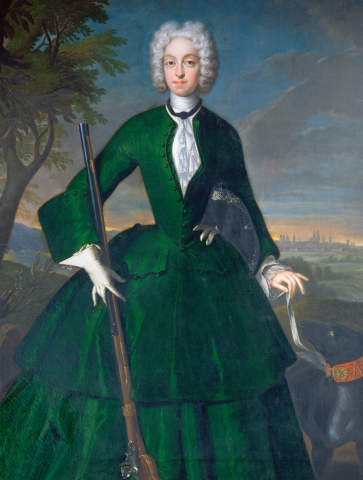
Мария Амалия Баварская

### Ранняя жизнь
Мария Амалия родилась в 1701 году в венском дворце Хофбург. Она была младшей дочерью императора Иосифа I и Вильгельмины Амалии Брауншвейг-Люнебургской. Имя «Мария» было традиционным для австрийских эрцгерцогинь, а имя «Амалия» было ей дано в честь матери.
Когда Марии Амалии было 9 лет, её отец скончался от оспы, и ему наследовал на престоле его брат Карл VI. Карл проигнорировал указ его отца, Леопольда I, дававший Марии Амалии и её старшей сестре места в линии наследования как дочерям старшего сына Леопольда, а вместо него издал в 1713 году Прагматическую санкцию, в соответствии с которой наследником престола становилась его дочь Мария Терезия. Выведенным из линии наследования эрцгерцогиням запрещалось выходить замуж до тех пор, пока они не откажутся от прав на австрийский престол.
Мария Амалия была предложена в жёны пьемонтскому князю Виктору Амадею, который был наследником престолов Сицилийского королевства и Савойского герцогства. Этот брак должен был укрепить отношения между австрийским и савойским дворами, однако предложение было проигнорировано отцом Виктора Амадея, королём-герцогом Виктором-Амадеем II.

### Брак и дети
Признав Прагматическую санкцию, 5 октября 1722 года Мария Амалия вышла замуж в Мюнхене за будущего баварского курфюрста Карла Альбрехта, который в 1741 году стал королём Богемии, а в 1742 году — императором Священной Римской империи. У них было семеро детей:
- Максимилиана (1723);
- Мария Антония (1724—1780), супруга курфюрста Саксонии Фридриха Кристиана;
- Тереза Бенедикта (1725—1743);
- Максимилиан III Иосиф (1727—1777), будущий курфюрст Баварии;
- Жозеф Людвиг (1728—1733);
- Мария Анна (1734—1776), супруга маркграфа Баден-Бадена Людвига Георга;
- Мария Йозефа (1739—1767), супруга императора Иосифа II.

Её муж умер 20 января 1745 года, когда страна находилась в войне с Австрией. Мария Амалия заставила сменившего его на престоле Баварии Максимилиана заключить с Австрией мир.